# Microsoft Bob
Microsoft Bob – oprogramowanie stworzone przez Microsoft celem dostarczenia bardziej przyjaznego interfejsu użytkownika dla systemów Windows 3.1, Windows 95 i Windows NT, mające zastąpić Menedżera programów. Program został wydany 11 marca 1995 roku. Microsoft Bob przedstawiał ekrany pokazujące „dom”, z „pokojami” otwieranymi przez użytkownika i zawierającymi znajome obiekty reprezentujące aplikacje – np. biurko z piórem i papierem, książeczka czekowa i inne. Kliknięcie na pióro i papier powodowało uruchomienie procesora tekstu.
Kreskówkowy pies o imieniu Rover oraz inne rysunkowe postacie udzielały wskazówek i porad poprzez „dymki”. Rover i kilka innych postaci powróciło w Windows XP jako „Asystenci wyszukiwania”.
Po wypuszczeniu na rynek Microsoft Bob był krytykowany w mediach i nie zyskał akceptacji wśród użytkowników, czego skutkiem było zaniechanie dalszego rozwoju na początku 1996 roku.

## Historia
Microsoft Bob wydano w marcu 1995 roku (przed premierą Windows 95), jednak wcześniej pojawiały się informacje na jego temat pod nazwą kodową „Utopia”. Liderem projektu była Karen Fries, pracująca w Microsoft’cie jako researcher. Stylistyka została opracowana na podstawie prac badawczych profesorów Clifforda Nassa i Byrona Reevesa z Uniwersytetu Stanforda. Melinda Gates, ówczesna żona Billa Gatesa, była odpowiedzialna za marketing produktu. Microsoft wykupił domenę bob.com od pochodzącego z Bostonu technika Boba Antia, którą później odsprzedał Bobowi Kersteinowi w zamian za domenę windows2000.com.

## Aplikacje
Bob zawiera różne programy biurowe, takie jak aplikacja do zarządzania finansami oraz edytor tekstu. Interfejs użytkownika został zaprojektowany w sposób upraszczający nawigację dla początkujących użytkowników komputera.
Podobnie jak we wczesnych graficznych powłokach, takich jak Jane, główny interfejs przedstawiany jest jako wnętrze domu z różnymi pomieszczeniami odpowiadającymi wystrojem standardowym wnętrzom, np. kuchni czy pokojowi rodzinnemu. Każdy pokój zawiera dekoracje, umeblowanie i ikony reprezentujące aplikacje. Bob oferuje użytkownikowi całkowite dostosowanie domu – możliwe jest dekorowanie każdego z pomieszczeń, dodawanie, usuwanie lub zmiana położenia wszelkich obiektów. Ponadto użytkownik może również dodawać nowe pomieszczenia lub usuwać już istniejące, a także zmieniać pomieszczenia znajdujące się za drzwiami. Program ma także funkcję oferującą różne motywy wystroju pomieszczeń i dekoracji, takie jak współczesny czy postmodernistyczny. 
Aplikacje wbudowane w Boba są przedstawiane poprzez dopasowane dekoracje – np. kliknięcie na zegar spowoduje uruchomienie kalendarza, podczas gdy pióro i papier symbolizują procesor tekstu. Użytkownik może dodać skróty do zainstalowanych wcześniej programów. Skróty te wyświetlane są pod postacią różnych pudełek i ramek fotograficznych.
Bob umożliwiał instalację nowego oprogramowania, ale z powodu niepowodzenia produktu wydano tylko jeden dodatek – Microsoft Great Greetings.
Oprogramowanie wydane w momencie, gdy popularny zaczynał być Internet, oferowało klienta poczty elektronicznej, w którym użytkownik mógł subskrybować płatną usługę MCI Mail dostępną przez połączenie modemowe. Koszt subskrypcji wynosił 5 dolarów amerykańskich miesięcznie za możliwość wysyłania do 15 e-maili w ciągu miesiąca. Każdy e-mail mógł mieć maksymalnie 5000 znaków, a kolejna wiadomość wysłana po przekroczeniu limitu kosztowała dodatkowe 45 centów. W celu utworzenia konta należało zadzwonić pod bezpłatny numer.
Bob miał „Asystentów” – rysunkowe postacie, których celem było pomóc użytkownikowi w nawigacji po wirtualnym domu, wykonywaniu zadań w głównym interfejsie lub wbudowanych aplikacji.

## Wydanie Gateway 2000
Około 1995 roku do komputera Gateway 2000 dołączono wersję Microsoft Bob. Wydanie Gateway Edition zawierało elementy marki Gateway na ekranie logowania oraz dodatkowe pomieszczenia i tła, nie występujące w wersji detalicznej. Dodatkowym pokojem był strych, wewnątrz którego było pudełko od komputera Gateway 2000. Oprócz dodatkowych pokoi dołączono więcej ikon, pojawiających się domyślnie w nowych pomieszczeniach.

## Odbiór i dziedzictwo
Microsoft Bob był jedną z bardziej widocznych porażek produktów Microsoftu. Mimo zaniechania dalszych prac nad aplikacją jeszcze przed premierą Windows 95, Microsoft Bob nadal był szeroko krytykowany w recenzjach i mediach. W 2017 roku Melinda Gates przyznała, że program „wymagał bardziej wydajnego komputera, niż większość ludzi miała w tamtych czasach”.
Bob otrzymał siódme miejsce w zestawieniu 25 najgorszych produktów technicznych wszech czasów opracowanym przez „PC World”, tytuł najgorszego produktu dekady przyznany przez CNet, a także znalazł się na liście 50 najgorszych wynalazków opublikowanej przez czasopismo „Time”, które określiło Boba mianem „przesadnie ładnego” oraz „systemu operacyjnego ukształtowanego wokół Spinacza”. Steve Ballmer z Microsoftu nawiązał do Boba jako przykładu sytuacji, w której „uznaliśmy, że nie udało się nam i pora się [już] zatrzymać”. 
Pracownik Microsoftu Raymond Chen napisał w jednym z artykułów, że instalacyjne płyty CD z systemem Windows XP zawierały zaszyfrowaną kopię Boba w celu zajęcia dodatkowego miejsca na krążku oraz zapobieżenia piractwu. Sądzono, że dodanie 30 megabajtów danych (w czasach połączenia typu dial-up) spowolni użytkowników modemów 56k podczas próby nielegalnego pobierania oprogramowania. W listopadzie 2020 roku David Plummer, były inżynier Microsoftu, przyznał się do zamieszczenia zaszyfrowanej kopii Microsoft Bob na nośniku instalacyjnym Windows XP. Instalator miał sprawdzić obecność „drobin Boba” i w przypadku obecności „drobin OEM” na nośniku do aktywacji systemu można było wykorzystać jedynie klucz produktu OEM. Dziennikarz IT Harry McCracken określił to mianem „rozkosznej opowieści w stylu miejskiej legendy”, dostrzegając podobieństwa do prima aprilisowego żartu dotyczącego ukrycia Boba w systemie Windows Vista.
Rover, maskotka oprogramowania, pojawił się ponownie w funkcji wyszukiwania plików w systemie Windows XP.
Popularny krój pisma Comic Sans został stworzony dla Microsoft Bob, ale nie został w nim wykorzystany.